# Sărata (Bacău)
Pour l’article homonyme, voir Sarata.
Sărata est une commune du județ de Bacău en Roumanie.